# 米爾頓 (路易斯安那州)
米爾頓（英語：Milton）是位於美國路易斯安那州拉法葉堂區的一個普查規定居民點。

## 人口
根據2020年美國人口普查的數據，米爾頓的面積為12.12平方千米，當中陸地面積為12.04平方千米，而水域面積為0.08平方千米。當地共有人口2590人，而人口密度為每平方千米213.7人。